# کلمنت چهارم

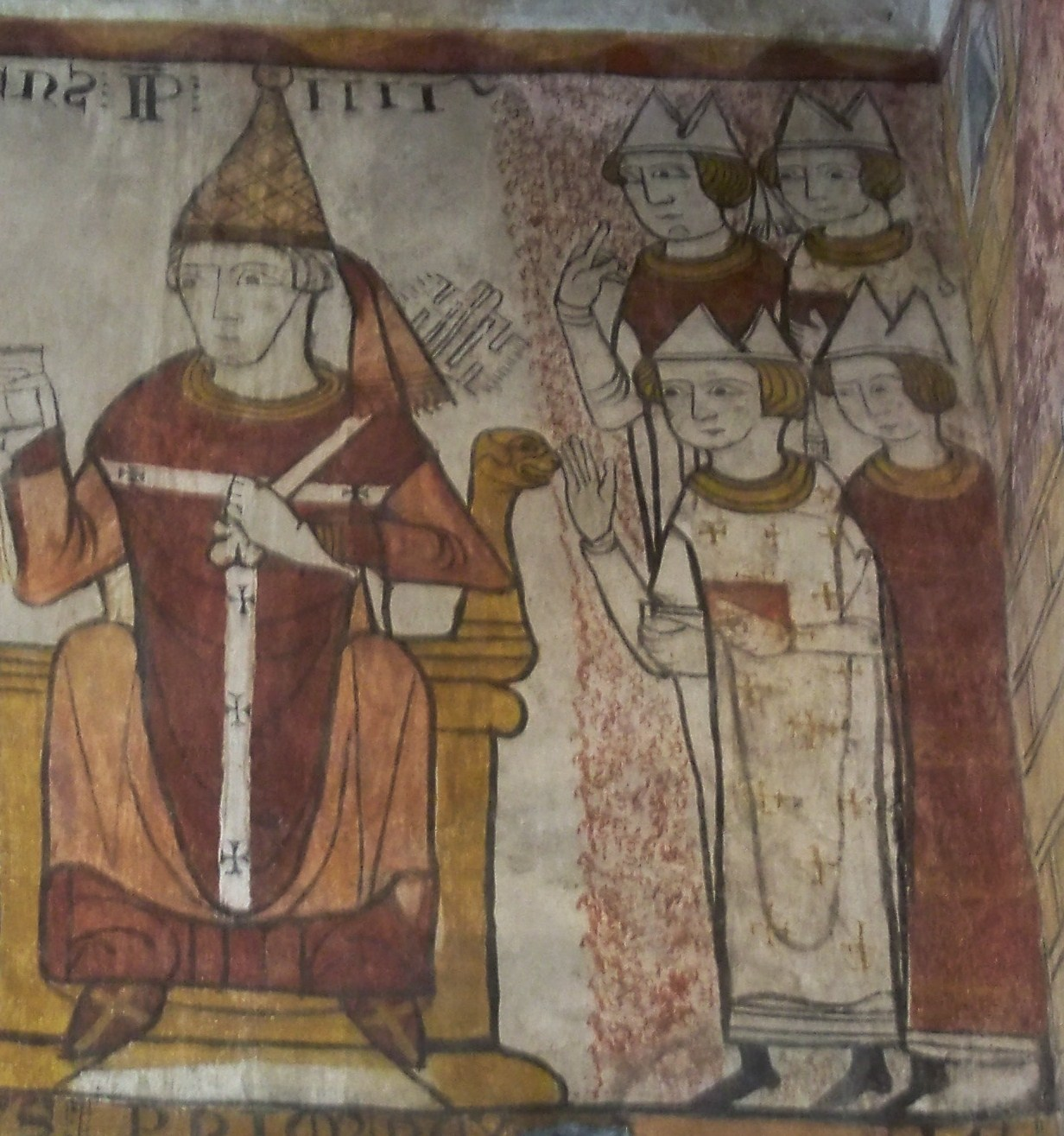

پاپ کلمنت چهارم (به انگلیسی: Clement IV) (تولد:۲۳ نوامبر بین ۱۱۹۰ تا ۱۲۰۰ - درگذشت :۲۹نوامبر ۱۲۶۸ ) یکی از پاپ‌های کلیسای کاتولیک رم بود که در فرانسه به دنیا آمد و از ۱۲۶۵ تا ۱۲۶۸ میلادی پاپ بود.